# Hermetia austeni
Hermetia austeni är en tvåvingeart som beskrevs av Lindner 1937. Hermetia austeni ingår i släktet Hermetia och familjen vapenflugor. Inga underarter finns listade i Catalogue of Life.